# Tanaophysopsis
Tanaophysopsis és un gènere monotípic d'arnes de la família Crambidae descrita per Eugene G. Munroe el 1964. La seva única espècie, Tanaophysopsis xanthyalinalis, descrita per George Hampson el 1918, es troba a l'Equador.